# Espazo Socialista Galego
Espazo Socialista Galego (Espacio Socialista Gallego) es un partido político español integrado en el seno de Compromiso por Galicia (CxG).
Fundado en 2008 como una escisión de Esquerda Nacionalista (EN), con unos 85 de los 300 militantes de EN, entre sus militantes también hay personas que anteriormente no habían militado en CxG. Se define como un partido defensor del derecho de autodeterminación y del desarrollo sostenible, laicista, republicano, multiculturalista, nacionalista gallego y socialista.
Integrado en la plataforma Máis BNG de cara a la Asamblea del BNG de 2009, posteriormente se convirtió en uno de los miembros y apoyos de la corriente Máis Galiza. Abandonó el BNG a la vez que Máis Galiza, siendo su líder, Xoan Carlos Bascuas, el actual líder de Máis Galiza.